# Hrast cer
Hrast cer (Quercus cerris) je bjelogorično drvo,  iz roda hrastova porodice Fagaceae.

## Izgled
Cer je do 40 m visoko drvo brežuljkastih i brdskih te krških šuma.
Kora debla je tamna, debela, uzdužno duboko izbražđena, a dno pukotine je crvenkasto obojeno.
Pupovi su sitni i trajno okruženi nitastim palistićima.
Listovi su 6 – 12 cm dugi, do 6 cm široki, s 4 – 9 ušiljenih lapova na svakoj strani, odozgo tamnozelene boje, sjajni i goli, a odozdo svijetlozeleni, hrapavi i nešto dlakavi.
Plod hrasta cera je žir, kao i kod svih hrasteva. Kupula je vrčasta, na vrlo kratkoj stapci, a žir fino uzdužno izbrazdan. Ljuske su na kupuli končasto-čekinjave, savinute na sve strane. Žir dozrije tek u drugoj godini.